# Han Peng
Han Peng (Jinan, 13 de setembro de 1983) é um futebolista chinês, que atua como atacante. Atualmente joga pelo time que o revelou, o Shandong Luneng.

## Carreira
Han Peng representou a Seleção Chinesa de Futebol nas Olimpíadas de 2008, quando atuou em casa.